# Хінцешть
Хінцешть, Хінцешті (рум. Hințești) — село у повіті Арджеш в Румунії. Входить до складу комуни Мошоая.
Село розташоване на відстані 107 км на північний захід від Бухареста, 5 км на південь від Пітешть, 98 км на північний схід від Крайови, 111 км на південний захід від Брашова.

## Населення
За даними перепису населення 2002 року у селі проживали 585 осіб, усі — румуни. Усі жителі села рідною мовою назвали румунську.